# Huang Xu
Huang Xu (chinesisch 黃旭, Pinyin Huáng Xù; * 4. Februar 1979 in Nantong) ist ein ehemaliger chinesischer Kunstturner.

## Karriere
Huang gewann bei den Weltmeisterschaften 1997 und 1999 jeweils Gold im Mannschaftsmehrkampf. Bei den Asienspielen 1998 sicherte er sich vier Medaillen: Gold im Einzel- und Mannschaftsmehrkampf, Silber an den Ringen sowie Bronze am Pauschenpferd.
Bei den Olympischen Spielen 2000 in Sydney wurde er mit der chinesischen Mannschaft Olympiasieger im Mannschaftsmehrkampf. Im Einzelmehrkampf belegte er Rang 68 in der Qualifikation, im Barrenfinale wurde er Siebter. Zwei Jahre später gewann er bei den Asienspielen 2002 drei Goldmedaillen – am Barren, an den Ringen und mit der Mannschaft.
2003 wurde Huang erneut Weltmeister mit dem chinesischen Team und gewann zudem Silber am Barren. Bei den Olympischen Spielen 2004 in Athen belegte er mit der Mannschaft Platz fünf. Im Einzelmehrkampf wurde er 66., am Pauschenpferd erreichte er das Finale und wurde Vierter.
2007 holte Huang bei den Weltmeisterschaften erneut Gold mit der Mannschaft. Bei den Olympischen Spielen 2008 in Peking wurde er zum zweiten Mal Olympiasieger im Mannschaftsmehrkampf. Im Einzelmehrkampf belegte er Rang 73 in der Qualifikation und wurde Sechster im Barrenfinale.